# Cyphastrea hexasepta
Espèce
Statut CITES
Cyphastrea hexasepta est une espèce de coraux appartenant à la famille des Faviidae ou à la famille Merulinidae.